# Scheibe SF 25

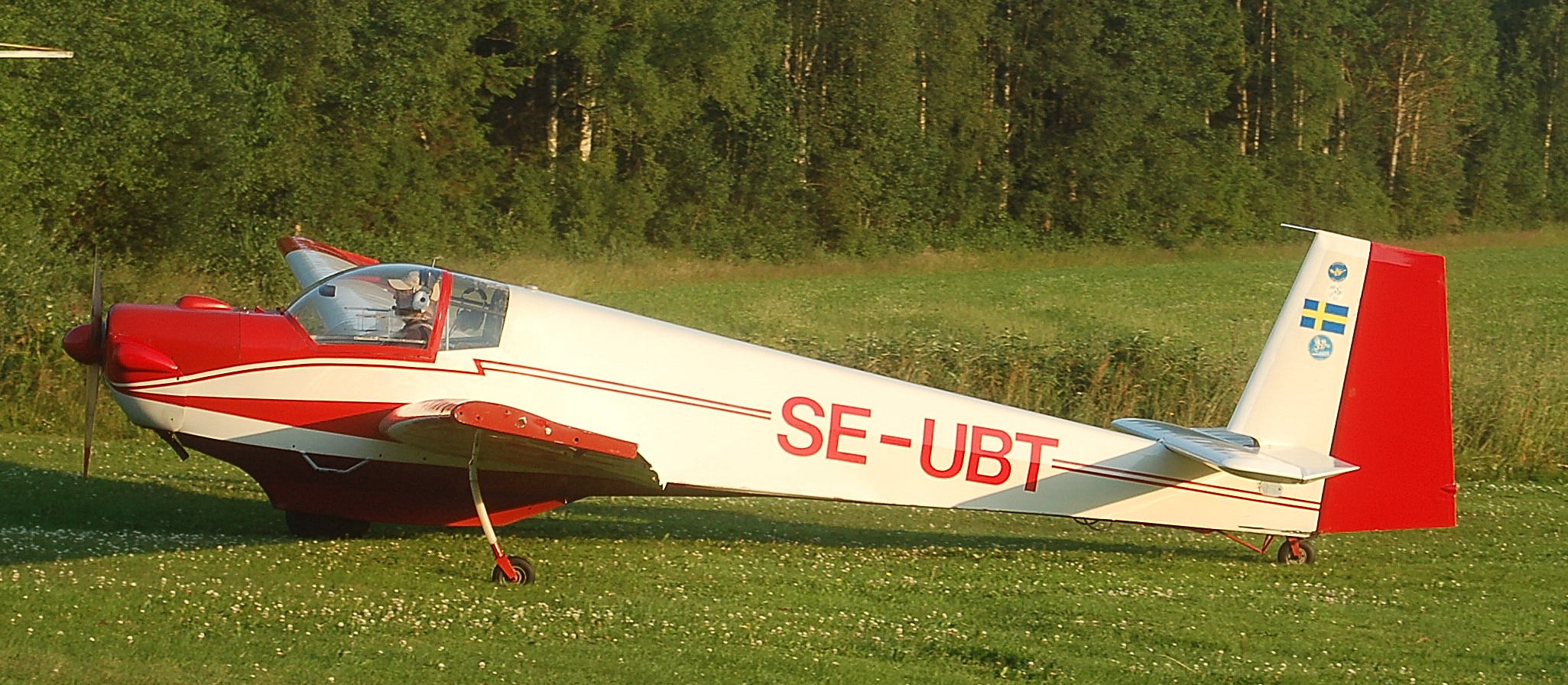
Scheibe SF 25 C, 2014 (Tillverkningsår 1972)

Scheibe SF 25 är ett motorsegelflygplan byggt av den tyska tillverkaren Scheibe-Flugzeugbau. Den har flera motoralternativ, bland annat en 60 hästkrafters motor som man kan ta sig upp med och stänga av för att sedan använda flygplanet som segelflygplan på vägen ner. Den kan också utrustas med en 67 hk Limbach SL1700 EA och får då lite bättre prestanda. Den tillverkades i fler än 1500 exemplar.

## Varianter

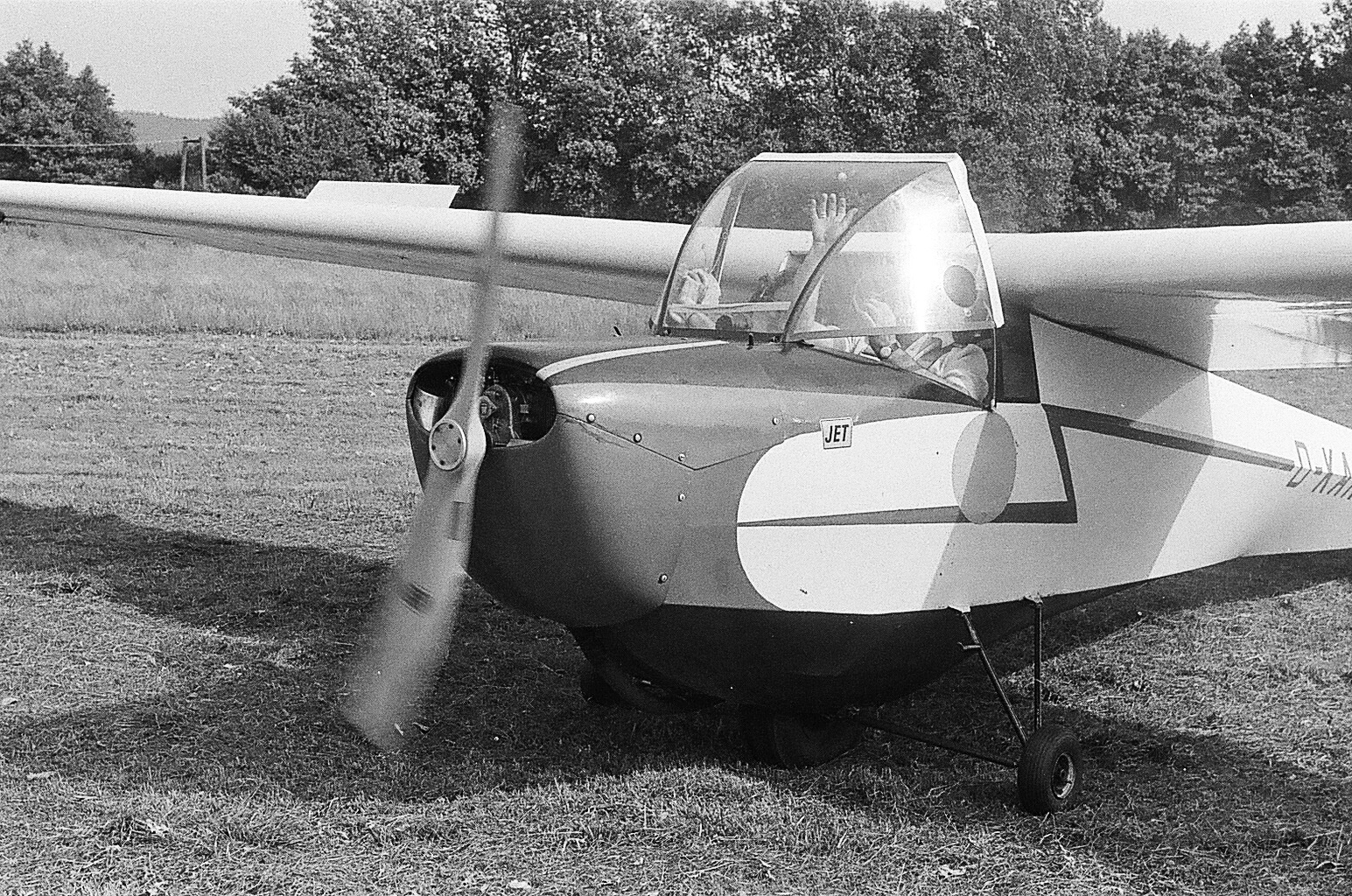
Scheibe SF 25 A (högvingat) på Anspach flygplats, 1973

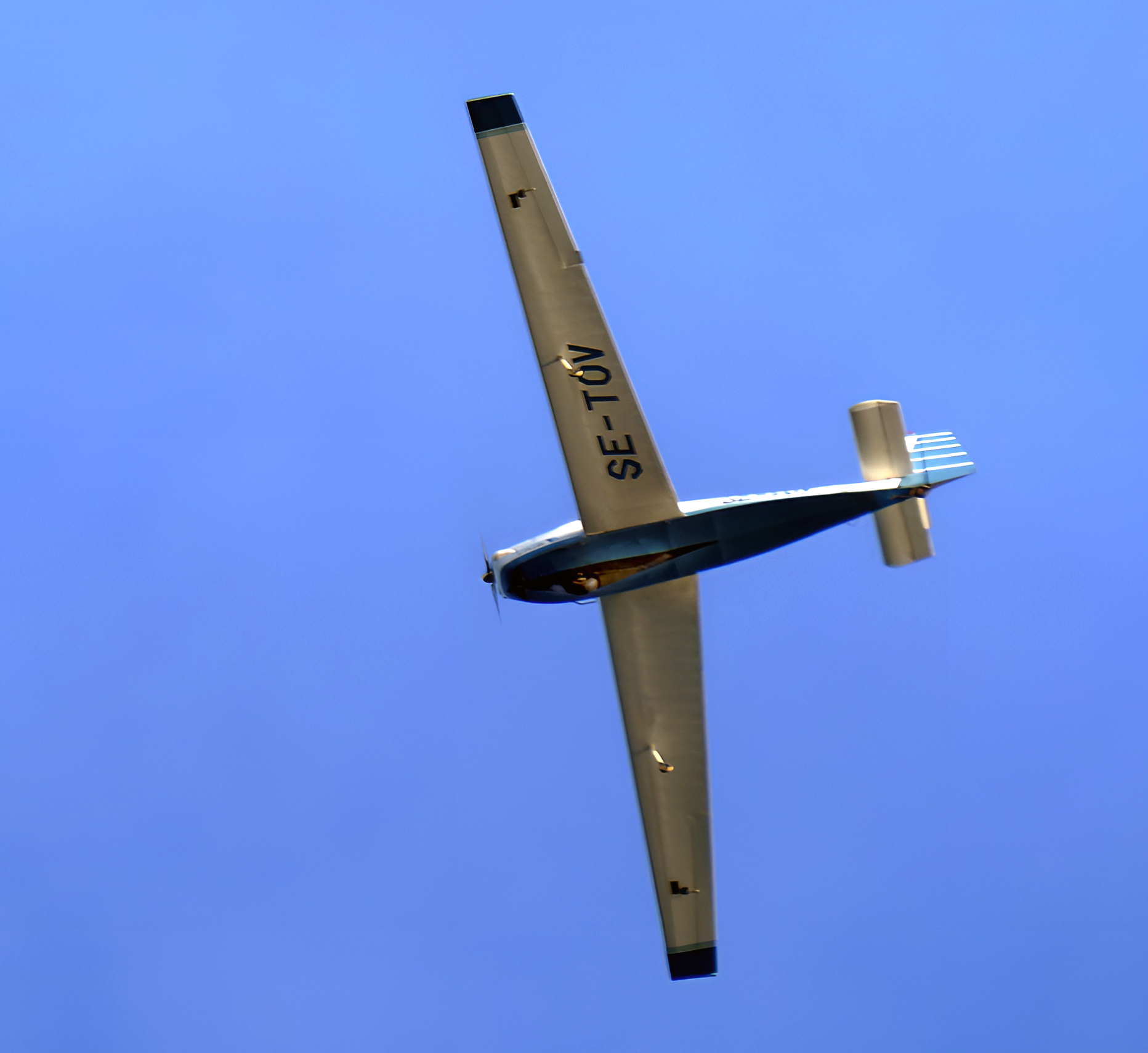
SF25 Motorfalke över Ystad 2022.

SF 25 A
spännvid 15,3 m; högvingat; Solo 560 A2C eller Hirth F10 (26 hk)
SF 25 B
midvingat; Stark Stamo MS1500 (45 hk); senare Sauer 1800 (54 hk)
SF 25 C
Limbach SL 1700 (60 hk); senare Rotax 912A (80 hk), Rotax 912S (100 hk) eller Rotax 914F (115 hk)
SF 25 C 2000
Limbach L 2000 EA (80 hk)
SF 25 D
ombyggda SF 25 B, Limbach L 1700 E0 (60 hk)
SF 25 E
spännvid 18,0 m; Limbach 1700 (64 hk) eller 2000 EA1
SF 25 K
Limbach L 1700 EA (49 hk)

## Källhänvisningar
1. ↑  EASA-TCDS-A.098 Musterzulassung SF 25 (PDF, 158 kB) läst 12 januari 2017